# Želva (album)
Želva je první řadové album kapely Olympic. Album vyšlo v roce 1968 na LP v mono i stereo verzi (stereo verze Želvy je dnes považována za raritní). Později bylo vydáno také na CD a MC (1991) a s několika bonusy také v reedici ve Zlaté edici Supraphonu v roce 2004. V roce 2013 vyšlo album opět na LP s replikou původního obalu a středových labelů, doplněno o brožuru se všemi varianty obalů tohoto alba na LP, MC a CD.

## Seznam skladeb
Želva byla remastrovaná v roce 2004 a doplněna o sedm bonusů.

### Strana A
1. Želva (Petr Janda/Pavel Chrastina) - 3:38
2. Vzpomínka plíživá (Ladislav Klein/Pavel Chrastina) - 2:47
3. Línej skaut (Petr Janda/Pavel Chrastina) - 2:12
4. Dám zejtra zas flám (Petr Janda/Pavel Chrastina) - 2:26
5. Modravé mámení (Petr Janda/Pavel Chrastina) - 2:18
6. Nikdo neotvírá (Petr Janda/Pavel Chrastina, František Ringo Čech) - 2:07

### Strana B
1. Nebezpečná postava (Petr Janda/František Ringo Čech) - 1:42
2. Snad jsem to zavinil já (Petr Janda/Pavel Chrastina) - 3:04
3. Dědečkův duch (Petr Janda/Pavel Chrastina) - 2:18
4. Jen Bůh ví (Petr Janda/Pavel Chrastina) - 3:35
5. Telefon (Petr Janda/Pavel Chrastina) - 1:47
6. Psychiatrický prášek (Petr Janda/Pavel Chrastina) - 6:21

### Bonusy
Jako bonusy byly použity nahrávky ze singlů:
1. Mary (I Must Play) (Petr Janda/John Mucha)
2. Smutné ráno (Petr Janda/Pavel Chrastina)
3. Bloud král (Petr Janda/Pavel Chrastina)
4. Zahoď lásku (Petr Janda/Pavel Chrastina)
5. Nejím a nespím (Pavel Chrastina)
6. Dej mi klín na oči unavený (Petr Janda/Pavel Chrastina)
7. Dej mi víc své lásky (Petr Janda/Pavel Chrastina)

## Složení

### Olympic
- Petr Janda – sólová kytara, zpěv
- Pavel Chrastina – baskytara, zpěv
- Miroslav Berka – piano, foukací harmonika
- Ladislav Klein – doprovodná kytara, zpěv (10)
- Jan Antonín Pacák – bicí, zpěv (3)

### Hosté
- Eva Pilarová – zpěv (12)
- Zdeněk Nosberger – akordeon (3)